# Liste der Mitglieder des Landtages (Freistaat Oldenburg) (Verfassunggebende Landesversammlung)
Diese Liste gibt einen Überblick über alle Mitglieder der verfassunggebenden Landesversammlung des Freistaates Oldenburg (1919 bis 1920).

## B
- Hermann Bäuerle (SPD)
- Karl Baumüller (Carl) (SPD)
- Karl Behrens (SPD)
- Wilhelm Blohm (DDP)
- Maria Brand (Zentrum), eingetreten im Dezember 1919 für Wilhelm Griep

## D
- Diedrich Dannemann (DVP)
- Johannes Denis (Zentrum)
- Hermann Denker (SPD)
- Hinrich Dohm (DNVP)
- Walther Dörr (DDP)
- Franz Driver (Zentrum), ausgeschieden im Juni 1919
- Friedrich Duden (DDP)

## E
- Gustav Ehlermann (DDP)
- Heinrich Enneking (Zentrum)

## F
- Ignatz Feigel (Zentrum)
- Heinrich Fick (SPD)
- Heinrich Fröhle (Zentrum)

## G
- Wilhelm Griep (Zentrum), ausgeschieden im November 1919

## H
- Konrad Hartong (Zentrum)
- Karl Heitmann (SPD)
- Paul Hensel (SPD), ausgeschieden im Oktober 1919
- Heinrich Hollmann (DVP)
- Paul Hug (SPD)

## J
- August Jordan (SPD)

## K
- Hinrich Kaper (SPD)
- Johannes Ketelhohn (SPD), eingetreten am 7. Oktober 1919 für Paul Hensel
- Bernhard König (Zentrum)
- Wilhelm Kraatz (DDP), eingetreten im August 1919

## L
- Diedrich Lanje (DDP)
- Heinrich Leffers (Zentrum), eingetreten am 19. August 1919
- Friedrich Lohse (DVP)

## M
- Julius Meyer (SPD), ausgeschieden im Juni 1919
- Wilhelm Möller (DDP)
- Johannes Müller (DVP)
- Elimar Murken (DDP)

## O
- Heinrich Onnen (SPD)

## R
- Arthur Raschke (Zentrum)

## S
- Wilhelm Sante (Zentrum)
- Adolf Schmidt (USPD)
- Diedrich Schmidt (DDP)
- Eduard Schömer (SPD)
- Wilhelm Schröder (DVP)
- Alfried Schulze (SPD), eingetreten im August 1919
- Johann Seidenberg (USPD)
- Hinrich Steenbock (DDP)
- Wilhelm Stukenberg (DDP)

## T
- Ernst Tantzen (DDP)
- Theodor Tantzen (DDP), ausgeschieden am 21. Juni 1919

## W
- August Weyand (DDP)
- Hinrich Wieting (DDP)
- Bernhard Willenborg (Zentrum)

## Z
- Josef Zehetmair (SPD)